# Керен Філліпс
Керен Філліпс (англ. Karen Phillips, 4 травня 1966) — австралійська плавчиня.
Призерка Олімпійських Ігор 1984 року.
Призерка Ігор Співдружності 1986 року.